# António de Sousa Braga

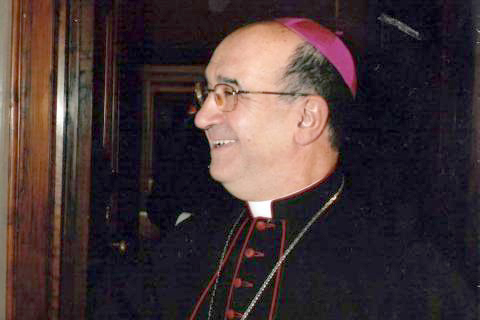
Bischof António de Sousa Braga

António de Sousa Braga SCJ (* 15. März 1941 in Santo Espírito, Azoren; † 22. August 2022 in Lissabon) war ein portugiesischer Ordensgeistlicher und römisch-katholischer Bischof von Angra.

## Leben
António de Sousa Braga war der Fünfte von zehn Kindern von João de Sousa Braga und seiner Ehefrau Maria Leandres. 1959 trat der Ordensgemeinschaft der Dehonianer bei und studierte von 1962 bis 1964 Philosophie in Monza, Italien, und von 1966 bis 1970 Theologie an der Päpstlichen Universität Gregoriana in Rom. Er empfing am 27. Mai 1970 durch Papst Paul VI. in Rom das Sakrament der Priesterweihe. Er war in den Ordensseminaren der Dehonianer tätig und war Provinzoberer und Generalrat seines Ordens. 
Am 9. April 1996 ernannte ihn Papst Johannes Paul II. zum Bischof von Angra. Der emeritierte Bischof von Angra, Aurélio Granada Escudeiro, spendete ihm am 30. Juni desselben Jahres die Bischofsweihe; Mitkonsekratoren waren der emeritierte Bischof von Macau, Arquimínio Rodrigues da Costa, und der Bischof von Coimbra, João Alves.
Er wurde 2012 als Großoffizier in den Ritterorden vom Heiligen Grab zu Jerusalem aufgenommen.
Papst Franziskus nahm am 15. März 2016 seinen altersbedingten Rücktritt an.